# ホミティーパイ

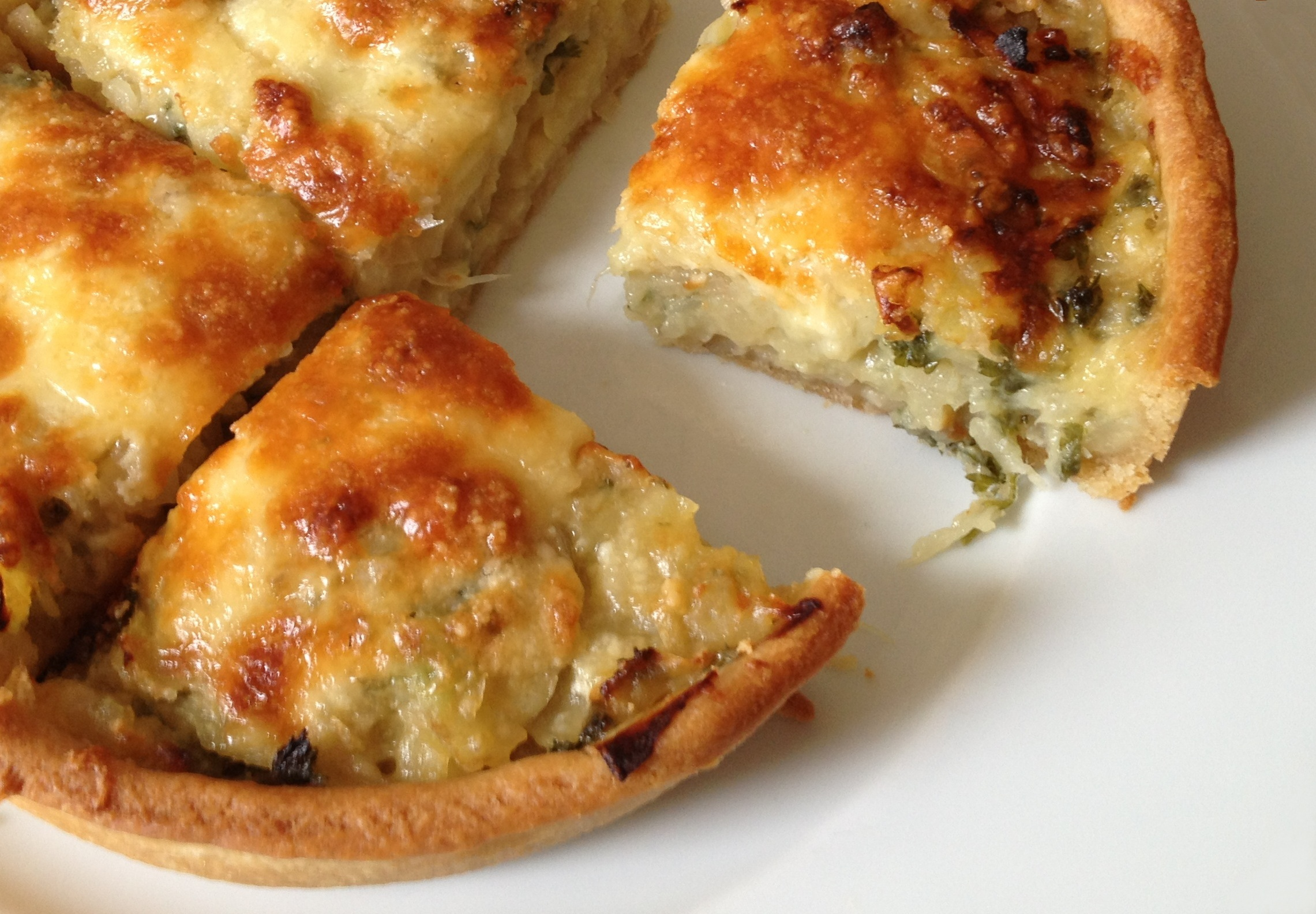
ホミティーパイの例

ホミティーパイ（英語: homity pie）は、伝統的なイギリス料理。厚めのペイストリーにジャガイモ、タマネギ、チーズを入れて焼いたタルトである。
第二次世界大戦中の食糧配給制だったころに作られた料理とされる。肉や鶏卵は貴重だったため使用されず、ペイストリーもバターではなくラードやマーガリンで作られていた。
こんにちのレシピではバターや生クリームもふんだんに使用され、マカロニグラタンのホワイトソースのようなフィリングとなる。キッシュと違って鶏卵を使用しないため、しっかりとは固まらず、熱いうちにカットするとフィリングが流れ出てしまうこともある。